# POWER3
POWER2 POWER4
Le POWER3 est un microprocesseur conçu et fabriqué par IBM, implémentant la version 64 bits du jeu d'instructions Power PC. Il a été introduit sur le marché le 5 octobre 1998 sur un modèle RS/6000. Il a été remplacé par le POWER4.

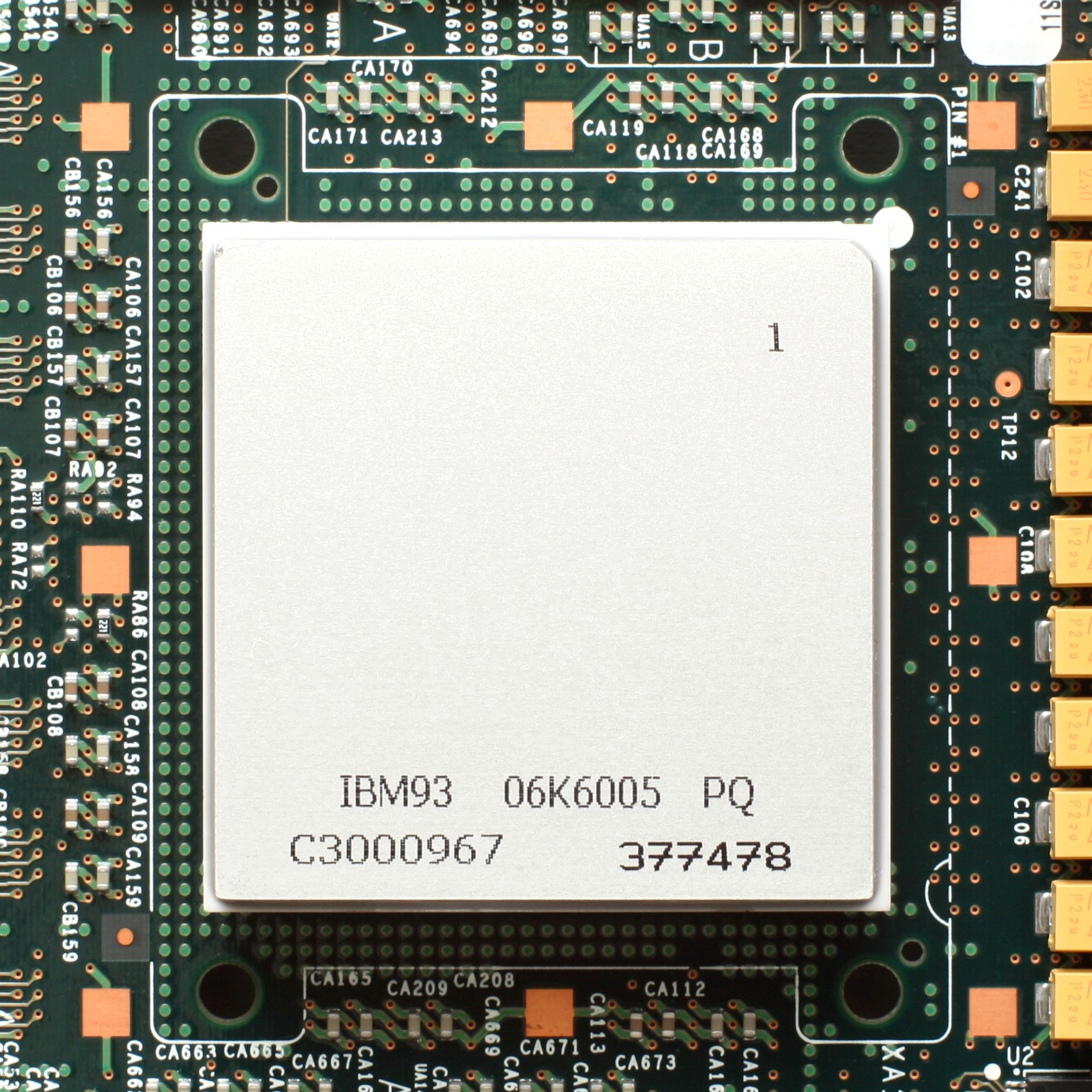
Processeur Power3 II
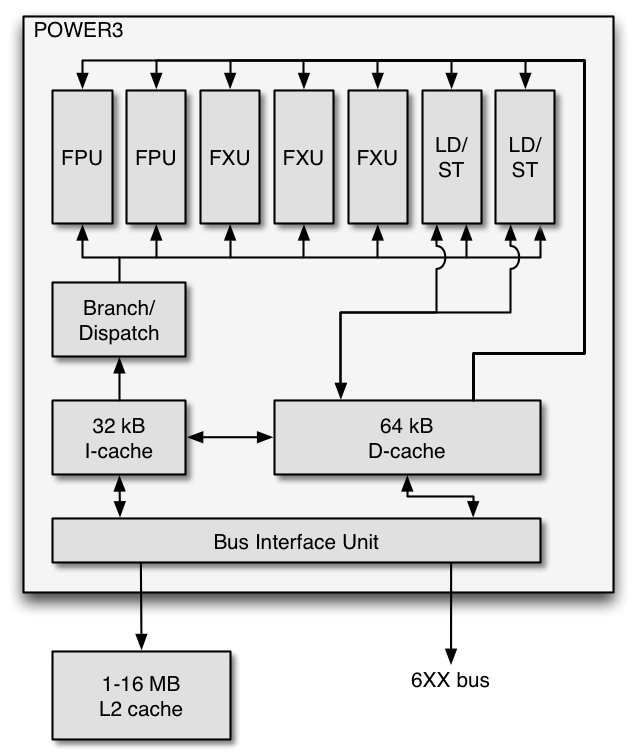
Architecture du Power3